# Antonio Tempesta
Antonio Tempesta detto il Tempestino (Firenze, 1555 – Roma, 5 agosto 1630) è stato un pittore e incisore italiano del primo periodo barocco.

## Biografia
Si formò nella cultura del tardo manierismo, con un gusto naturalistico ma anche calligrafico, acquisito dalla frequentazione di Giovanni Stradano, con il quale collaborò alla decorazione di Palazzo Vecchio.
Trasferitosi a Roma nel 1573, lavorò per Papa Gregorio XIII affrescando alcune mappe della Sala delle carte geografiche in Vaticano, tra le quali la famosa Mappa di Roma (1593). Nella capitale pontificia lavorò per molte nobili famiglie e per importanti cardinali come Alessandro Farnese e Scipione Borghese. Sono presenti sue opere a San Giovanni dei Fiorentini, alla villa di Caprarola, a Tivoli.
Tornò a Firenze per un breve soggiorno, dove collaborò con Alessandro Allori, Ludovico Buti, Giovan Maria Butteri e Ludovico Cigoli alla decorazione dei soffitti della Galleria degli Uffizi nel lato est, eseguita con disegni a grottesche. Ritrasferitosi a Roma si dedicò sempre di più all'incisione, con la quale raggiunse un'ampia fama e diffusione in tutta Europa. Celeberrime le 150 illustrazioni dell'Antico Testamento note come la "Bibbia del Tempesta".
Fu anche un bravo disegnatore, dotato di una vena particolarmente scenografica, e altri artisti stamparono e diffusero la sua opera nel disegno.

### L'opera pittorica
«Principiando adunque dalle Pitture diremo che quello Artefice manifestò il suo valore nella Città di Roma, fioritissima sede di tutte le buone Arti, dove erasi portato mentre regnava il Sommo Pontefice Gregorio XIII. Quivi operò varie cose nella Galleria e nelle Logge del Palazzo Papale in Vaticano, tra le quali incontrarono il genio universale alcune vivacissime e spiritose figure a fresco nella storia che rappresenta la traslazione del Corpo di S. Gregorio Nazianzeno, ed i lavori che fece nella Sala dei Tedeschi cioè due belle figure esprimenti la Fama e l'Onore, ed alcune storiette poste sotto le finestre figurate di color giallo».
«La buona maniera che fu ravvisata in questi lavori dagli intendenti fece sì che il Cardinale Alessandro Farnese gli ordinasse di ornare coi suoi pennelli i pilastretti della Lumaca nel famoso Palazzo Farnese di Caprarola e che il Cardinal Gambero gli facesse dipingere altre cose nel suo Palazzo di Bagnaia; e perché nell'esecuzione di tali lavori si portò Antonio da valente Maestro, sempre più crebbegli il credito onde gli furono commesse in Roma opere assai più vaste e importanti. Fece pertanto a fresco la Strage degl'Innocenti e la Vergine con i sette dolori, nelle due facciate dell'Altar Maggiore di S. Stefano Rotondo e, nel Palazzo del Marchese Santa Croce sotto il Campidoglio, rappresentò due Battaglie, una terrestre e l'altra marittima, con rara e copiosa invenzione. Dopo aver terminate queste pitture, lavorò molto nel Palazzo Giustiniani, incontro alle antiche Terme di Nerone e nel Palazzo presso a' Cavalli del Monte Quirino, per il Cardinale Scipione Borghese a cui in quel tempo apparteneva: figurò nella Loggia due nobilissime Cavalcate che girano intorno alla medesima a guisa di fregio. In una di esse vedesi il Papa allorché solennemente cavalca con seguito numeroso di uomini a piedi e a cavallo; nell'altra egualmente ricca di figure e di ornamenti è il Gran Turco pure a cavallo accompagnato dalla sua Corte».
«[...] Né queste furono le sole produzioni del suo sapere che tanto di nome e di onore fecero acquietargli nella Capitale del Mondo; perocché dipinse ancora in S. Giovanni dei Fiorentini la Cappella di S. Antonio Abate dalla cornice in giù e, sopra la volta, le storie di S. Lorenzo a fresco; in S Pancrazio, per il Cardinale Lodovico de Torres, molti Santi e Sante a fresco ed in S. Giovanni in Fonte, nella Cappella di S. Giovanni Evangelista, alcune eleganti Storiette colorite pure a fresco con eccellente maniera. Non si debbono altresì passare sotto silenzio le vaghissime grottesche e bizzarrie che fece in una Casa incontro ai Signori Gaetani al Corso, architettata da Giovanni Boccalini da Carpi, per essere state sempre universalmente applaudite. Nella nostra Firenze, oltre una sua tavola che vedesi da uno dei lati entro il coro di Santa Felicita rappresentante la gloriosa Resurrezione di Gesù Cristo, fece al celebre Pietro Strozzi alcune sacre Istorie dipinte sopra il Lapislazzuli e altre simili di sua mano espresse sopra vari alabastri, e si trovano nella Raccolta dei Signori Marchesi Niccolini ed in quella del più volte nominato Signore Ignazio Hugford diverse battaglie colorite sul marmo con gusto particolare, adattandosi industriosamente alle macchie dei medesimi marmi che lasciava in gran parte scoperti».

## L'opera incisoria

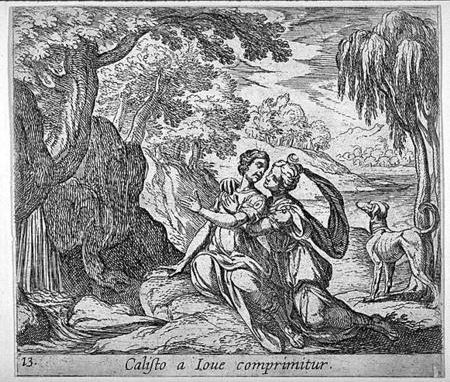
Callisto a Iove comprimitur, Callisto, e Giove trasformatosi in Diana, dalle Metamorfosi (II), edito ad Anversa, 1660.

«Venendo ora a parlare delle incisioni per lo più ad acqua forte, o eseguite di sua mano o fatte da altri col suo disegno, sarebbe cosa lunga e forse tediosa il descriverle ad una ad una, essendo quasi infinite. Accenneremo pertanto le principali E principiando dalle Sacre Storie son degne di essere ammirate le 220 piccole carte senza titolo che contengono molti fatti dell'antico Testamento dei quali pure rappresentò dodici soggetti in grande. Figurò altresì in 52 piccole carte ovate la vita della Santissima Vergine, di Gesù Cristo e di più Santi servendosi d'un sol contorno senza ombre; in otto carte l'Invenzione della Croce; in sei altre più Santi entro diversi Paesi per eccellenza toccati; in 159 carte i diversi strumenti dei Martiri, le quali stampò in Roma nel 1591; in 14 carte la vita di S. Antonio; in 20, diversi emblemi; per nulla dire della bellissima carta in foglio grande in cui vedesi una Città assediata con S. Jacopo a cavallo che ne da' le chiavi; e del Ritratto del Pontefice Clemente VIII intorno al quale pose varie storiette riguardanti la di lui vita. Disegnò poi quattro storie della Vergine che furono intagliate dal Callot; una Vergine circondata dagli Angioli e da più Santi intagliata da Filippo Tommasini; la Cena di nostro Signore con i 12 Articoli del Credo i quali furono pubblicati dal bulino del Villamena; la Conversion di S. Paolo intaglio di Filippo Tommasini e finalmente la vita ed i miracoli di S. Bernardo di Chiaravalle in foglio, intagliati ottimamente da Cherubino Alberti».
"Mostrano altresì quanto valesse nell'invenzione le Metamorfosi d'Ovidio che in 150 carte, in largo, da sé stesso intagliò; le dodici fatiche d'Ercole; le sette Meraviglie del Mondo; le dodici storie d'Alessandro Magno; le 11 Storie del Tasso e le quaranta carte che rappresentano l'intera storia dei sette figliuoli di Lara. Che diremo poi della figura sulle Nuvole con le armi dei Pinelli intagliata da Matteo Greuter che adoprò il suo bulino anche nel pubblicare altre opere dello stesso Autore; dei tre carri sulle nuvole, con figure sopra, col Ritratto di Alberto Arciduca d'Austria che pubblicò in carta grande Valeriano Regnartio; delle diverse invenzioni che vedonsi intagliate da Beniamino Vananglo; della Battaglia nella cui parte superiore sono due putti che reggono le armi Pontificie, intaglio del Villamena; e della carta grande per largo nella quale osservasi un Palazzo ed una Pallade ed in lontananza una battaglia con la Città di Caminiez incisa dallo slesso Tempesta?"
«Fu stimata assai una carta che egli intagliò figurandovi una Città assalita dal nemico con S. Michele Arcangiolo in aria ed incontrarono talmente il genio del pubblico 18 carte che siguravano le principali azioni di Alessandro il Grande che egli s' indusse a pubblicarle ancora in maggior grandezza».

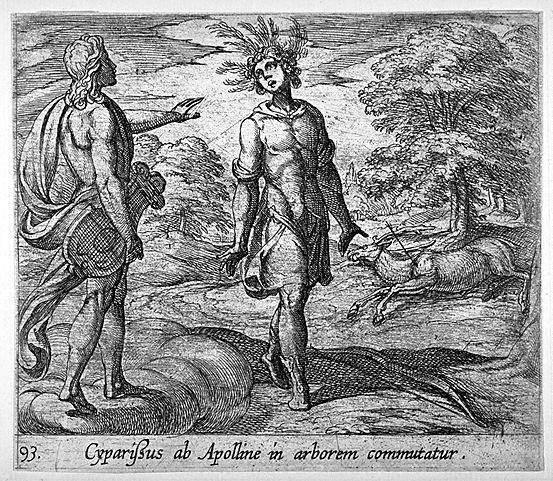
Cyparissus ab Apolline in arborem commutatur, Ciparisso trasformato in albero da Apollo dalle Metamorfosi (X). Sempre nell'edizione anversana seicentesca.

"Resterà però molto più soddissatto chi osserverà la carta grande con la superba Battaglia dei Centauri che intagliò in legno Girolamo Parasoli; l'altra con la Battaglia di Druso coi Germani, intaglio di Matteo Greuter; e quella in cui vedesi in alto il Triregno Pontificio con le Chiavi, intaglio di Francesco Villamena. Sono tenute in grandissima stima la Battaglia di due fogli in largo dove sono incise dal Tempesta le seguenti parole Hebraeorum Victoria; le otto differenti Battaglie per largo esposte alla pubblica luce da Merian; e le altre che vengono dai bulini d'Orazio Brun e di altri. Non ci possiamo dispensare dal far parole della Battaglia delle Amazzoni che intagliò nel 1600; delle otto Battaglie per largo che seguirono tra Carlo V e Francesco I intagliate da Cornelio Boel e delle altre otto seguite fra Scipione ed Annibale perocché sono di particolare eccellenza; come pure ci convien fare menzione delle carte rappresentanti i 13 paraggi di fiumi diversi, quattro di Alessandro Magno, due di Annibale sopra un Elefante, ed uno d'Alessandro Farnese della Schelda."
«Infiniti per così dire sono gl'intagli dei diversi Paesi e delle cacce di ogni ispecie di animali che si ammirano di sua mano intagliate o almeno disegnate, ma noi ne rammenteremo soltanto alcune cioè le carte 96 in lungo con vari uccelli dedicate a Massimiliano Bruno; le 39 con cacce dedicate a Gio. Antonio Orsino Duca di S. Gemini; le 71 che compongono un libro d'uccelli del Tempesta e del Villamena di cui è fatta la dedica al Cavaliere del Pozzo; ed infine le carte contenenti una nuova raccolta dei più curiosi Animali. Si vedono di sua mano alcune superbissime Cavalcate che non si possono mai commendare abbastanza tra le quali quella che suol fare il Pontefice nell'andare a prendere il possesso di S. Gio. Laterano e quella del Gran Signore dei Turchi. Recano poi meraviglia le carte dei Cavalli in ogni attitudine disegnati, le quali dedicò a D. Virginio Orsino Duca di Bracciano. Si scorge da queste quanto fosse eccellente nel disegnare i cavalli, impresa ripiena d'infinite difficoltà, ed in vero i Maestri dell'Arte confessano che, avanti a Lui e allo Stradano, rare volte s' incontrano questi animali ad intera perfezione condotti».